# Sigmatomera (Austrolimnobia) bullocki
Sigmatomera (Austrolimnobia) bullocki is een tweevleugelige uit de familie steltmuggen (Limoniidae). De soort komt voor in het Neotropisch gebied.